# Márcio Máximo
Márcio Máximo Barcellos (Rio de Janeiro, 29 aprile 1962) è un allenatore di calcio brasiliano.

## Carriera
Tra il 1992 e il 1993 ha lavorato come assistente nelle nazionali brasiliane Under-17 e Under-20. In seguito, dopo aver allenato i dilettanti brasiliani di Mesquita e Barra da Tijuca, nel 1994 diventa allenatore della nazionale Under-20 del Qatar. Nel 1995 allena i sauditi dell'Al-Ahli, per poi nel 1998 diventare direttore tecnico della nazionale delle Isole Cayman, di cui nel 2000 per un periodo è anche allenatore. In seguito, nel 2003 allena gli scozzesi del Livingston, mentre dal 2006 al 2010 guida la nazionale della Tanzania. Nel 2012 allena per due mesi i brasiliani del Democrata-GV, mentre l'anno seguente allena, sempre in patria, il Francana. Nel 2014 va ad allenare gli Young Africans, club della prima divisione della Tanzania; in seguito allena in patria il Prudentópolis e il Costa Rica Esporte Clube. Nel 2019 diventa il nuovo commissario tecnico della Guyana.